# Филипенко, Саша
Саша Филипенко (бел. Саша Філіпенка; настоящее имя Александр Александрович Филипенко, бел. Аляксандр Філіпенка, род. 12 июля 1984, Минск) — белорусский писатель, журналист и телеведущий, сценарист. Лауреат «Русской премии» и премии «Ясная Поляна», финалист премии «Большая книга», лонг-лист «НОС» и других литературных премий. Автор романов «Красный крест», «Травля», «Бывший сын», «Замыслы», «Возвращение в Острог», «Кремулятор», ряда рассказов и пьес.
Романы Саши Филипенко переведены на французский, немецкий, чешский, венгерский, польский, итальянский, английский, хорватский, голландский, испанский, японский, шведский, словацкий, тайский, турецкий языки. Спектакли по романам и пьесам Филипенко поставлены в Берлине, Вильнюсе, Киеве, Москве, Санкт-Петербурге.
В 2021 году ПЕН-клуб объявил Филипенко жертвой цензуры.
В 2023 году в Вильнюсском старом театре (Литва) состоялась премьера спектакля по пьесе «Тихари», режиссёр Саша Денисова.
В 2024 году на берлинской площадке Säälchen Максим Диденко выпустил спектакль по роману Филипенко «Кремулятор», в главной роли Максим Суханов.

## Биография
Гражданин Беларуси. Родился в украинско-русско-белорусской семье в Минске. Окончил лицей искусств им. Ахремчика. В студенческие годы переехал в Россию. В Санкт-Петербурге окончил бакалавриат (2007) и магистратуру (2009) Факультета свободных искусств СПбГУ.
С 2009 по 2011 год работал на «Первом канале», где писал сценарии к программам «Прожекторпэрисхилтон», «Мульт личности» и «Yesterday Live». Затем ушёл на телеканал «Дождь». Вёл телепроекты «Вечерний Герасимец» и «Ездим дома!» (в паре с Павлом Лобковым). В 2020 году вёл еженедельную программу «На троих» на телеканале RTVI.
В 2011 году был отмечен дипломом белорусского Пен-центра.
В 2014 году журнал GQ выдвинул Филипенко в номинации «Открытие года».
В 2016 году получил премию журнала «Сноб» и посвятил её Павлу Шеремету. Журнал «Собака.ru» выдвинул Филипенко в номинации «Книги». В том же 2016 году автор стал финалистом премии Большая Книга.
В 2020 году для поддержки белорусов провёл на своём YouTube канале «Бывший сын» «Солидарные чтения». 33 артиста в том числе Андрей Макаревич, Лявон Вольски, Ксения Раппопорт, Александр Филиппенко, Вениамин Смехов, Светлана Зеленковская, группа NaviBand, Леонид Парфенов, Денис Дудинский и др. прочитали целиком роман о Беларуси «Бывший сын».
В 2020 году Филипенко стал лауреатом литературной премии «Ясная поляна», премии журнала «Собака.ru» в номинации «Книги», вошёл в длинный список литературной премии НОС и литературной премии ФИКШН35.
В 2020 году в «Гоголь-центре» (Москва, Россия) состоялась премьера спектакля по роману «Красный крест». В 2021 году в Александринском театре (Санкт-Петербург, Россия) состоялись премьеры двух спектаклей по пьесам «Сцена суда: Суд над Раскольниковым» и «Крайм». В Довженко-Центр (Киев, Украина) состоялась премьера запрещенного в Минске спектакля по роману «Бывший сын».
В 2023 году в «Вильнюсском старом театре» (Вильнюс, Литва) состоялась премьера спектакля по пьесе «Тихари» с актёрами независимого проекта «Театр Августа», режиссёр Саша Денисова.
В 2024 году в Париже получил Французскую литературную премию «Transfuge» за Лучший европейский роман.
В 2024 году в Берлине состоялась премьера спектакля по роману «Кремулятор», режиссёр Максим Диденко, в главной роли Максим Суханов. На весну 2024 показы «Кремулятора» запланированы, помимо Берлина, в Лимассоле и Амстердаме. Спектакль идёт на русском языке.
Пишет на русском и белорусском языках. Сотрудничает с литературными журналами Москвы и Санкт-Петербурга. Печатается в немецкой, шведской, голландской, испанской, французской, итальянской, английской, польской, швейцарской прессе.

### Сборники
- 2013 — «Птицы лёгкого поведения» («Птушкі лёгкіх паводзінаў»);
- 2015 — «Петю укусила собака» для антологии «Стоп-кадр. Ностальгия»;
- 2020 — «Новая волна» (литературный номер журнала Esquire)[60].

## Общественная позиция
После протестов, последовавших за президентскими выборами 2020 года, Филипенко стал одним из голосов белорусского протестного движения в Европе, поддерживая Марию Колесникову.
Неоднократно выступал в защиту политических заключенных в белорусской, российской, немецкой, английской, шведской, голландской, польской, французской прессе.
В 2021 г. опубликовал серию открытых писем президенту международной хоккейной федерации Рене Фазелю, которые перепечатывали ведущие европейские газеты, в том числе немецкая «Frankfurter Allgemeine Zeitung» и «Süddeutsche Zeitung», шведская «Aftonbladet», польская «Gazeta Wyborcza», что послужило одной из причин переноса Чемпионата мира по хоккею из Беларуси в Латвию.
«В последние дни я с большим удивлением наблюдаю за тем упорством, с которым вы хотите провести Чемпионат мира по хоккею в моей родной стране. Судя по всему, вы хотите этого до того сильно, что не слышите, что большинство граждан Беларуси против! Недавно я узнал, что вы так хотите провести этот Чемпионат мира по хоккею в Беларуси, что готовы лететь на переговоры с диктатором, который фальсифицировал выборы».
В связи с нежеланием Международного Комитета Красного Креста инспектировать белорусские тюрьмы, где согласно свидетельствам жертв и данным международных неправительственных организаций (в том числе «Human Rights Watch») к политическим заключенным применяются пытки, Саша Филипенко написал открытое письмо президенту МККК Петеру Мауреру, которое перепечатали в том числе швейцарская газета «Neue Zürcher Zeitung», шведская «Dagens Nyheter», немецкая «Deutsche Welle» и другие СМИ.
«В Беларуси предпринята беспрецедентная атака на медиков. Уволены за свою гражданскую позицию несколько десятков медицинских работников, среди которых руководители крупнейших медицинских центров и университетов. Известный онколог Александр Минич получил 13 суток ареста за участие в мирной акции протеста, несмотря на то, что является ведущим специалистом своей больницы.
Артём Сорокин — врач, сообщивший детали диагноза убитого художника Романа Бондаренко, находится в тюрьме и скоро предстанет перед судом за якобы разглашение врачебной тайны. Родственники погибшего к Сорокину претензий не имеют, но власти мстят ему за то, что он опроверг ложь покрываемых государством убийц.

Уволен директор научного центра «Кардиология» Александр Мрочек — он не противодействовал подчиненным выходить на акции протеста. Под руководством Мрочека в центре проводились уникальные для страны операции по пересадке сердца. Мрочек получал угрозы, его дачу сожгли. Андрей Витушко, реаниматолог, был задержан за то, что искал в милиции своего задержанного несовершеннолетнего (!) сына. На все примеры мне не хватит статьи!».
В феврале 2022 г. вместе с лидером белорусской оппозиции Светланой Тихановской выступил на Мюнхенской конференции по безопасности.
После вторжения российских войск на Украину в феврале 2022 г. неоднократно выступал в прессе и во время официальных мероприятий за прекращение огня и солидарность с Украиной. Проанализировал истоки войны в своей статье в британской газете The Guardian, которую перепечатали ряд международных СМИ.
В ноябре 2023 года к родителям Саши Филипенко, живущим в Беларуси, пришли с обыском. Его отцу дали 13 суток ареста за перепост статьи Zerkalo.io, запрещённого белорусскими властями. Филипенко охарактеризовал произошедшее как попытку давления на него, чтобы он «перестал высказываться в европейской прессе». В феврале 2024 года Филипенко в интервью «Новой газете Европа» сказал, что белорусские власти возбудили против него уголовное дело.

## Премии и награды
- 2014 
  - «Русская премия». Диплом первой степени в номинации «Крупная проза» за роман «Бывший сын»[98][99].
  - Ежегодная премия журнала «Знамя»[100].
- 2016
  - Финалист литературной премии «Большая книга»[17].
  - Премия журнала «Сноб»: «Сделано в России»[101].
- 2020
  - Лауреат премии журнала Собака.ru в номинации «Книги»[20]
  - Лауреат международной литературной премии «Ясная поляна»[102]
  - Длинный список литературной премии «НОС»[103].
- 2022 
  - Финалист литературной премии ЕБРР за «Красный крест»
- 2024
  - Французская литературная премия Transfuge Лучший европейский роман «Кремулятор»
  - Швейцарская литературная премия ProLitteris[104]